# Ulla Hahn

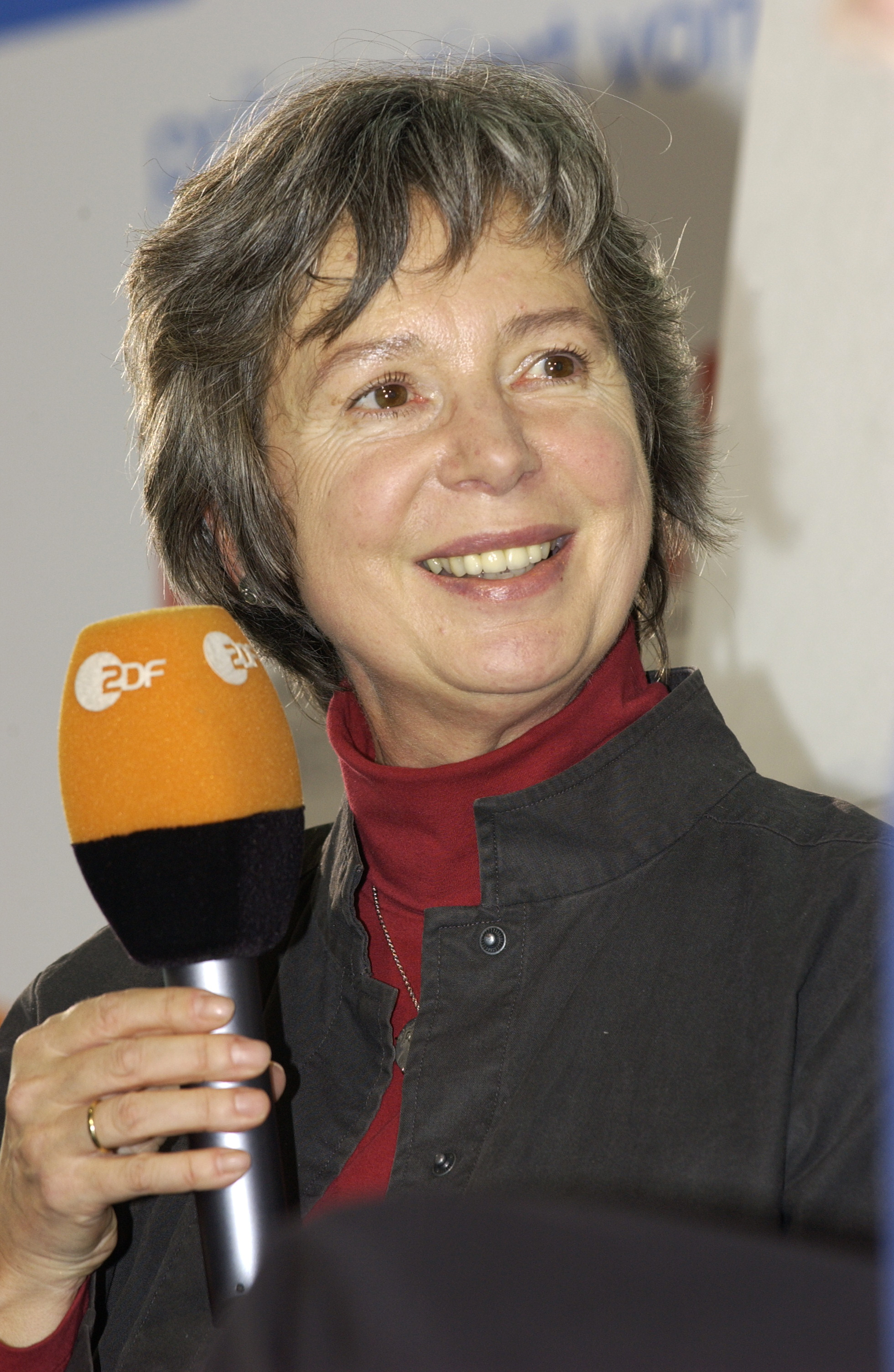
Ulla Hahn (2004)

Ulla Hahn (* 30. April 1945 in Brachthausen, heute Kirchhundem im Sauerland) ist eine deutsche Schriftstellerin und Herausgeberin. Sie gilt als eine der bedeutendsten Lyrikerinnen der Gegenwart.

## Leben
Ulla Hahn wuchs mit ihrem Bruder in Monheim am Rhein auf. Nach dem Realschulabschluss und einer Ausbildung zur Bürokauffrau holte Hahn 1964 ihr Abitur auf dem Zweiten Bildungsweg nach. Anschließend studierte sie Germanistik, Soziologie und Geschichte an der Universität zu Köln. 1978 wurde sie mit der Dissertation Die Entwicklungstendenzen in der westdeutschen und sozialistischen Literatur der sechziger Jahre zum Dr. phil. promoviert. Hahn arbeitete als Journalistin – unter anderem im Ressort für Literatur von Radio Bremen – und ab 1978 als Lehrbeauftragte an den Universitäten Bremen, Hamburg und Oldenburg. Sie war zeitweise Mitglied in der Deutschen Kommunistischen Partei.
Nachdem Hahn erste Gedichte bereits Anfang der 1970er Jahre veröffentlicht hatte, setzte sich Marcel Reich-Ranicki im Vorfeld der Frankfurter Buchmesse 1981 für ihre Werke ein. Der Lyrikband Herz über Kopf wurde zum Bestseller, bis 1983 erreichte er eine Auflage von 18.000 Exemplaren. Die Frankfurter Allgemeine Zeitung würdigte später das „artistische Furioso im Spiel mit der literarischen Tradition“ der Schriftstellerin, während Die Zeit einen „zu offensichtlichen Gestaltungswillen“ monierte. Als Stipendiatin der Villa Massimo arbeitete sie an ihrem zweiten Band Spielende. In den folgenden Jahren veröffentlichte Hahn Freudenfeuer sowie Unerhörte Nähe, wobei insbesondere der letztgenannte Band von den Kritikern gemischt beurteilt wurde. Hahn war auch selbst als Literaturkritikerin tätig. 1991 legte sie ihren ersten Roman Ein Mann im Haus vor, den die Kritik überwiegend ablehnte.
Hahn widmete sich anschließend wieder der Lyrik und gab erst zehn Jahre später ihren zweiten Roman mit dem Titel Das verborgene Wort heraus. Dieser wurde von vielen Beobachtern positiv beurteilt, unter anderem attestierte die Neue Zürcher Zeitung der Autorin ein „großes erzählerisches Talent“. Im Gegensatz dazu kritisierte Marcel Reich-Ranicki das Werk im Literarischen Quartett, was Hahn als „Hasstirade“ und „offensichtlichen Vernichtungsversuch“ beurteilte. Die Handlung des Romans dreht sich um ein Mädchen, das aus der Enge des Elternhauses in die Welt der Literatur flieht. Hier wie auch in den Fortsetzungen Aufbruch und Spiel der Zeit sind autobiografische Züge zu erkennen. Mit dem 2017 erschienenen Buch Wir werden erwartet wurde der Romanzyklus abgeschlossen.
Hahn ist seit 1987 Mitglied der Freien Akademie der Künste Hamburg und des PEN-Zentrums Deutschland. Sie unterzeichnete den sogenannten „Appell der 33“, der von der Zeitschrift EMMA nach der Bundestagswahl 2005 ins Leben gerufen wurde und einen fairen Umgang mit dem Wahlergebnis forderte. Nach Hahn ist der seit 2012 alle zwei Jahre vergebene Ulla-Hahn-Autorenpreis der Stadt Monheim am Rhein benannt. 2013 wurde in ihrem Elternhaus das Ulla-Hahn-Haus eröffnet, das sich der Kinder- und Jugendkultur mit Schwerpunkt der Sprach- und Leseförderung widmet.
Hahn war mehrere Jahre mit dem Autor Peter Schütt liiert. Sie lebt in Hamburg und ist seit 1996 mit Klaus von Dohnanyi verheiratet.

## Auszeichnungen

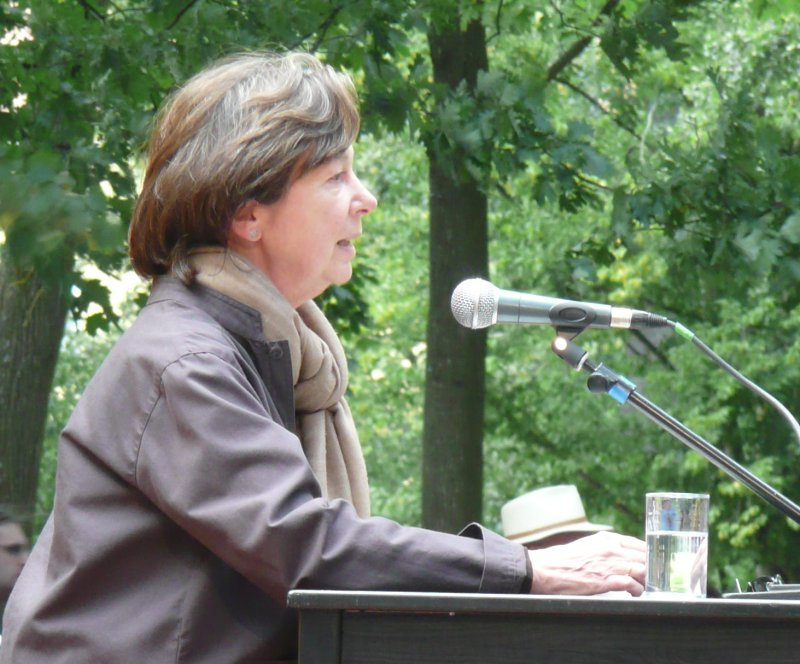
Ulla Hahn auf dem Erlanger Poetenfest (2009)

- 1981: Leonce-und-Lena-Preis[22] für den souveränden Umgang mit der lyrischen Tradition
- 1981: Stipendium der Deutschen Akademie Rom Villa Massimo[23]
- 1982/1983: Villa-Massimo-Stipendium
- 1984: Stipendium vom Märkischen Kreis
- 1985: Friedrich-Hölderlin-Preis der Stadt Bad Homburg[24]
- 1985: Märkisches Stipendium für Literatur[25]
- 1986: Roswitha-Preis[26]
- 1987/88: Stadtschreiberin von Bergen-Enkheim[27]
- 1990: Bundesverdienstkreuz am Bande
- 1994: Cicero-Rednerpreis[28]
- 2002: Deutscher Bücherpreis[25]
- 2006: Elisabeth-Langgässer-Literaturpreis[29]
- 2006: Hertha-Koenig-Literaturpreis[30]
- 2010: Ida-Dehmel-Literaturpreis[31]
- 2010: Verdienstorden des Landes Nordrhein-Westfalen[32]
- 2011: Ehrendoktorwürde der Neuphilologischen Fakultät der Ruprecht-Karls-Universität Heidelberg[33]
- 2013: Ehrenmitgliedschaft der Else-Lasker-Schüler-Gesellschaft[34]
- 2018: Hannelore-Greve-Literaturpreis
- 2022: Joseph-Breitbach-Poetik-Dozentur[35]

## Werke

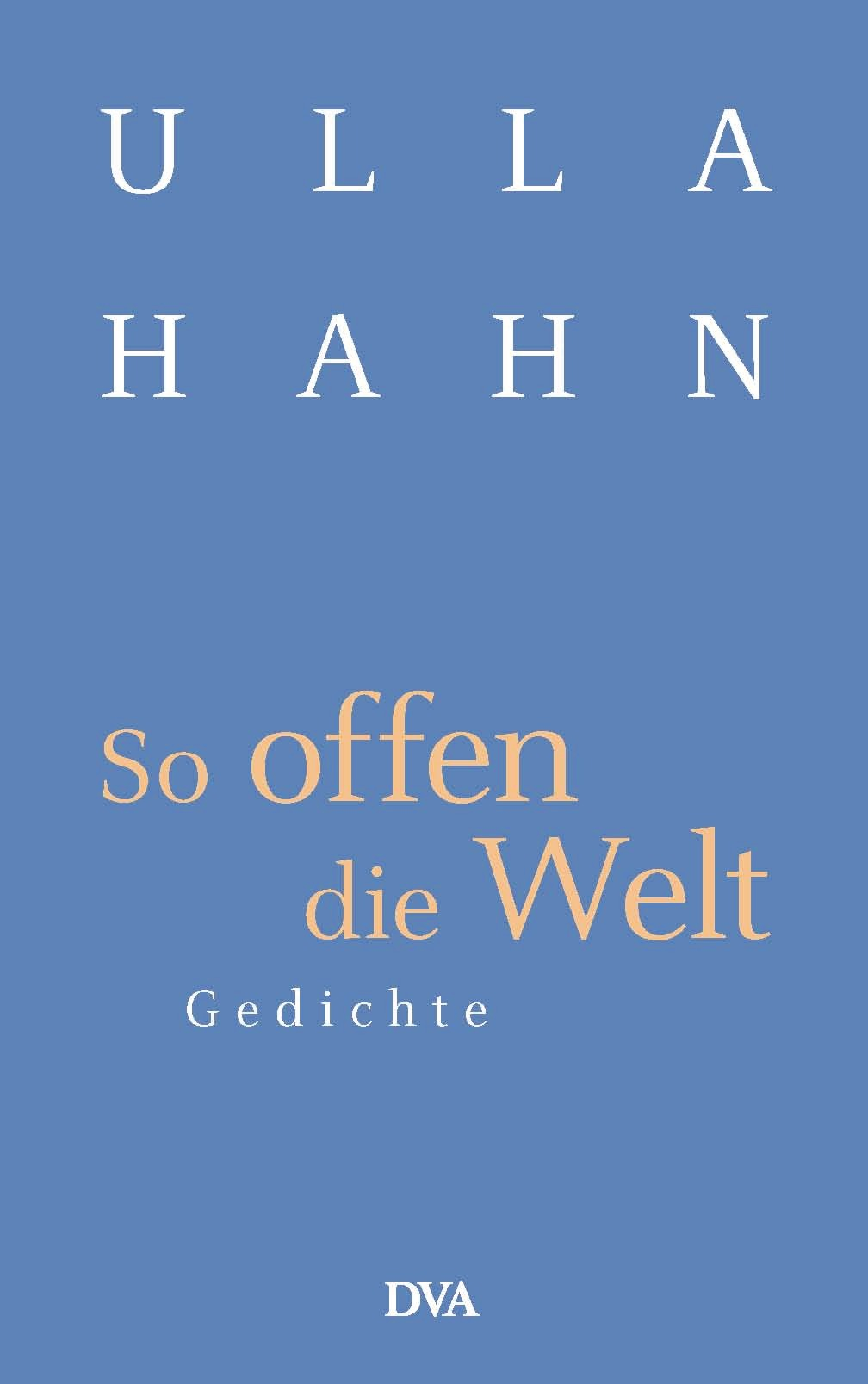
So offen die Welt (2004)

### Lyrik
- Herz über Kopf. Gedichte. Deutsche Verlags-Anstalt, Stuttgart 1981, ISBN 3-421-06073-8.
- Spielende. Gedichte. Deutsche Verlags-Anstalt, Stuttgart 1983, ISBN 3-421-06155-6.
- Freudenfeuer. Gedichte. Deutsche Verlags-Anstalt, Stuttgart 1985, ISBN 3-421-06277-3.
- Unerhörte Nähe. Deutsche Verlags-Anstalt, Stuttgart 1988, ISBN 3-421-06310-9.
- Liebesgedichte. Deutsche Verlags-Anstalt, Stuttgart 1993, ISBN 3-421-06655-8.
- Epikurs Garten. Deutsche Verlags-Anstalt, Stuttgart 1995, ISBN 3-421-05009-0.
- Schloss umschlungen. Ed. Pongratz, Hauzenberg 1996, ISBN 3-931883-01-9.
- Galileo und zwei Frauen. Deutsche Verlags-Anstalt, Stuttgart 1997, ISBN 3-421-05073-2.
- Bildlich gesprochen. Hörverlag, München 1999, ISBN 3-89584-728-3 (Hörbuch).
- Süßapfel rot. Reclam, Stuttgart 2003, ISBN 3-15-018249-2.
- So offen die Welt. Deutsche Verlags-Anstalt, 2004, ISBN 3-421-05816-4.
- Wiederworte. Deutsche Verlags-Anstalt, München 2011, ISBN 978-3-421-04524-9.
- Gesammelte Gedichte. Deutsche Verlags-Anstalt, München 2013, ISBN 978-3-421-04220-0 (mit einem Vorwort von Ulla Hahn und einem Nachwort von Dorothea von Törne).
- stille trommeln. Neue Gedichte aus zwanzig Jahren. Penguin, München 2021, ISBN 978-3-328-60147-0.

### Prosa
- Literatur in der Aktion. Zur Entwicklung operativer Literaturformen in der Bundesrepublik (= Athenaion-Literaturwissenschaft. Band 9). Akademische Verlagsgesellschaft, Wiesbaden 1978, ISBN 3-7997-0689-5 (zugleich Dissertation an der Universität Hamburg, Fachbereich Sprachwissenschaft 1978, unter dem Titel: Entwicklungstendenzen in der westdeutschen demokratischen und sozialistischen Literatur der sechziger Jahre).
- Ein Mann im Haus. Deutsche Verlags-Anstalt, Stuttgart 1991, ISBN 3-421-06603-5.
- Das verborgene Wort. Deutsche Verlags-Anstalt, Stuttgart und München 2001, ISBN 3-421-05457-6.
- Unscharfe Bilder. Deutsche Verlags-Anstalt, München 2003, ISBN 3-421-05799-0.
- Liebesarten. Deutsche Verlags-Anstalt, München 2006, ISBN 3-421-05953-5.
- Dichter in der Welt – Mein Schreiben und Lesen. München 2006, ISBN 3-421-05951-9.
- Aufbruch. Deutsche Verlags-Anstalt, München 2009, ISBN 978-3-421-04263-7.
- Spiel der Zeit. Deutsche Verlags-Anstalt, München 2014, ISBN 978-3-421-04585-0.
- Wir werden erwartet. Deutsche Verlags-Anstalt, München 2017, ISBN 978-3-421-04782-3.
- Tage in Vitopia. Penguin Verlag, München 2022, ISBN 978-3-328-60268-2.

### Herausgaben
- mit Michael Töteberg: Günter Wallraff. 1979.
- Aufsätze, Reportagen, Reden, Interviews. Hrsg.: Ulla Hahn. Hanser, München, Wien 1980, ISBN 3-446-13001-2.
- Gedichte. Hrsg.: Ulla Hahn. Suhrkamp, Frankfurt am Main 1983, ISBN 3-518-01815-9.
- Ulla Hahn (Hrsg.): Stechäpfel – Gedichte von Frauen aus drei Jahrtausenden. Reclam, Stuttgart 1995, ISBN 3-15-058841-3.
- Ulla Hahn (Hrsg.): Gedichte fürs Gedächtnis – Zum Inwendig-Lernen und Auswendig-Sagen. Deutsche Verlags-Anstalt, Stuttgart 1999, ISBN 3-421-05147-X (mit einem Nachwort Klaus von Dohnanyi).
- Ulla Hahn (Hrsg.): In meinem Turm in den Wolken – Ein Else-Lasker-Schüler-Almanach. Hammer, Wuppertal 2002, ISBN 3-87294-921-7 (zusammen mit Hajo Jahn).
- Ulla Hahn (Hrsg.): Stimmen im Kanon – Deutsche Gedichte. Reclam, Stuttgart 2003, ISBN 3-15-010536-6.
- Ulla Hahn (Hrsg.): John Donne. Reclam-Verlag, Stuttgart 2011, ISBN 978-3-15-010816-1.
- Ulla Hahn (Hrsg.): Johann Wolfgang von Goethe. Liebesgedichte. Reclam, Stuttgart 2011, ISBN 978-3-15-010809-3 (mehrteiliges Werk).
- Ulla Hahn (Hrsg.): Heinrich Heine. Liebesgedichte. Reclam, Stuttgart 2011, ISBN 978-3-15-010749-2.
- Stadtbibliothek Köln (Hrsg.): Ulla Hahn »…wie die Steine am Rhein«. Über Geborgenheit, Heimat und Sprache. Ausgewählt, zusammengestellt und bearbeitet von Gabriele Ewenz (lik Band 6), 2021.

## Vertonungen
- Kunstkopf: Schön und unnütz. Lieder zu zeitgenössischer Lyrik. Aulos-Schallplattenverlag, Viersen-Dülken 1987, AUL 53599. Das Album des Herdecker Trios Heidrun Reymann (Gesang), Siegfried Hiltmann (Saxophon, Flöte, Klarinette) und Ulrich Heimann (Gitarre) enthält unter anderem Sonnenwind aus Freudenfeuer (Stuttgart 1985), Bildlich gesprochen, Vorm Abschied und Angstlied aus Herz über Kopf (Stuttgart 1981).